# SuriPop
SuriPop, voluit Suriname Populair Song Festival, is een tweejaarlijks festival voor componisten dat sinds 1982 in Suriname plaatsvindt. Het festival wordt georganiseerd door de Stichting ter Bevordering van Kunst en Kultuur in Suriname.
Het evenement is een van de grootste muziekevenementen in Suriname. Het werd in eerste instantie jaarlijks georganiseerd, maar vanwege de hoge kosten werd later besloten het festival om de twee jaar te houden. SuriPop XX in 2018 kreeg de naam Golden Edition.

## Geschiedenis
De bedenker van het festival is Juan Navia. Hij richtte de organisatie in 1978 op met vrienden, onder wie Ruben del Prado, Werner Duttenhofer, Leni Healy, Karin Refos, Harto Soemodihardjo en Frank Cameron. De organisatie werd opgezet in het kantoor van Healy en Duttenhofer. De eerste editie vond plaats in Theater Thalia; later werd het festival voortgezet in de sporthal van AMOS en daarna in de Anthony Nesty Sporthal. In 2023 werd de SuriPop Kerstsong Competitie gehouden in de Assuria Hermitage High-Rise. Ook de kersteditie zal tweejaarlijks worden georganiseerd.
De eerste editie vond op 25 november 1982 plaats, twee weken voor de Decembermoorden waarna de stemming in de samenleving een dieptepunt bereikte. Volgens Duttenhofer was dit aan de sombere teneur van de liedjes in 1983 te merken. Suripop ging in 2020 vanwege de coronacrisis in Suriname niet door en werd op op 3 december 2022 opnieuw gehouden.
Vijfenveertig jaar lang was Frank Cameron de voorzitter van de stichting Bevordering Kunst en Cultuur. In februari 2023 droeg hij het stokje over aan Odette Miranda. Vanaf SuriPop XXII in 2024 wordt de aftrap van elke editie telkens in een ander district van Suriname gehouden. Op 29 juni 2024 was dat in Het Bastion in Nieuw-Amsterdam in het district Commewijne. Hier presenteerden Odette Miranda en Rodney Deekman de nieuwe finalisten van het jaar.

## Composities

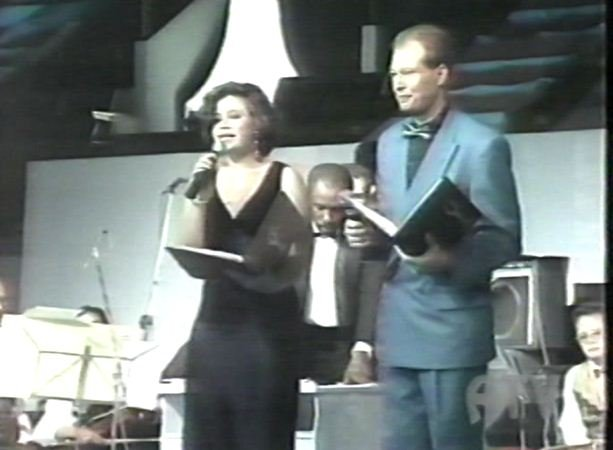
Presentatie door Sharma Chin A Foeng en Henk van Vliet in 1992

In de praktijk zijn de melodie en tekst vooral leidend tijdens de voorselectie en de finale. Bij de beoordeling van de finale telt het onderdeel presentatie ook mee in de eindbeoordeling. De arrangeur werkt samen met de componist aan de totstandkoming van het finale product. Dit onder begeleiding van een musical director.
Op de gala-avond wordt de muziek uitgevoerd door het orkest van SuriPop. Navia was de eerste dirigent van dit orkest. Hij selecteerde een compositie van de Franse componist Franck Pourcel als themalied. Sinds 2014 is Ernesto van Dal de dirigent van het orkest.
De auteursrechten van de liederen gaan in SuriPop-verband naar de organisatie. De inkomsten uit de plaatverkopen zijn onvoldoende om de kosten te dekken, waardoor er sponsors worden aangetrokken. De kosten voor de arrangeurs, vocalisten, taaldeskundigen, muzieknotatie en het uitbrengen van de albums en de nummers worden betaald door de stichting. Een maand voor de uitzending ligt de cd in de winkels en in de weken erna worden de videoclips op tv vertoond. Hierdoor heeft het publiek ruim de tijd om over de liedjes te oordelen en eventueel te ontdekken of er plagiaat is gepleegd.
In maart 2023 werd bekend dat er aan het eind van het jaar een extra competitie aan SuriPop wordt toegevoegd. De finalisten voor deze SuriPop Kerstsong Competitie werden in juli van dat jaar bekendgemaakt. De trofee voor deze editie is ontworpen door René Tosari.

## Winnaars

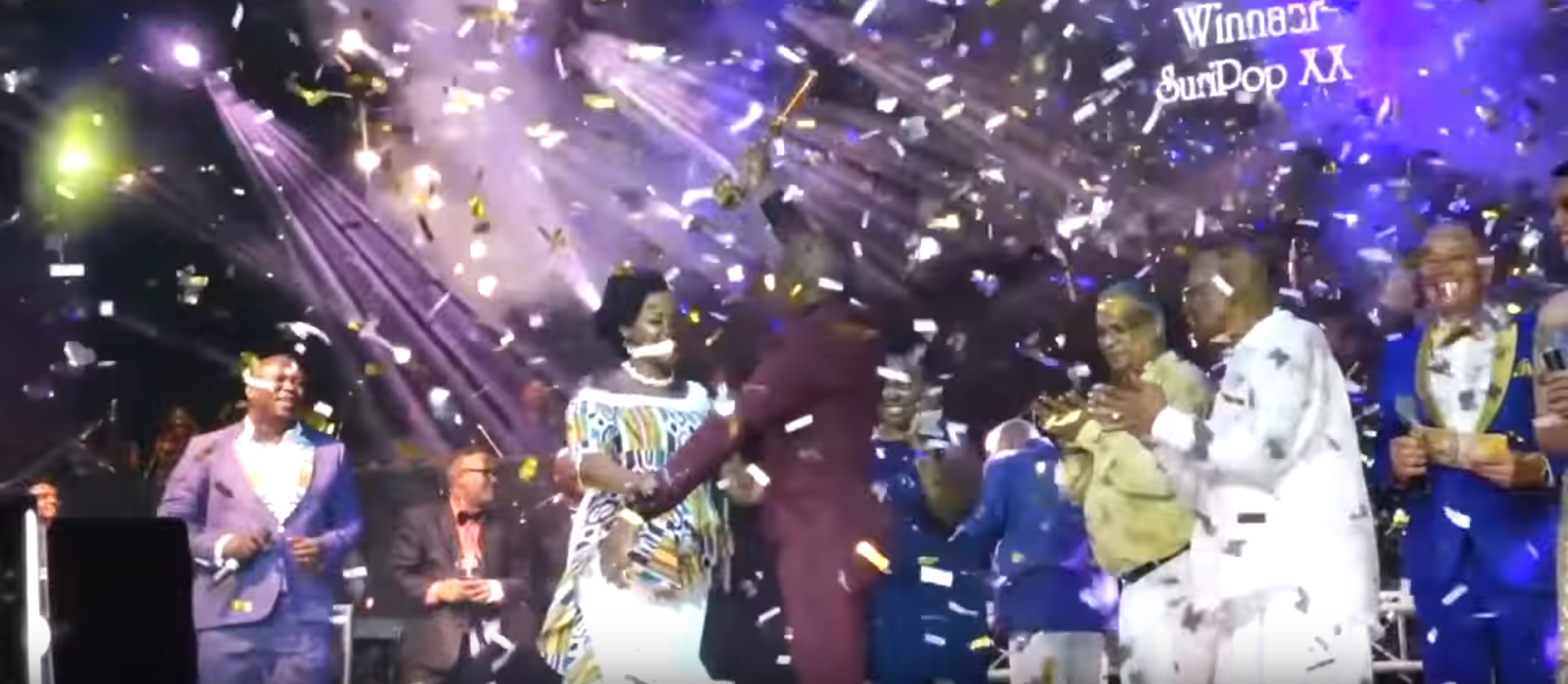
Bekendmaking Taa fa (2018) als winnende lied, met v.l.n.r. Eugene Main, Lycintha en Byciel Watsaam

Als winnaar geldt niet de zanger, maar de componist. Deze krijgt een geldbedrag en de Jules Chin A Foeng-trofee. Ook aan de tweede en derde prijs hangt een geldbedrag. De overige finalisten krijgen een kleine vergoeding. Sinds 2016 wordt ook een prijs toegekend aan de beste videoclip.
Na de voorselectie stromen twaalf liedjes door naar de finale, plus twee als reserve. In het volgende overzicht staan onder meer de winnende componisten en liederen.

### Winnende componisten
De volgende tabel vertegenwoordigt de winnende componisten (liedschrijvers):
| Jaar | Editie                 | Titel                        | Liedschrijver                   | Arrangeur            | Zanger                                |
| ---- | ---------------------- | ---------------------------- | ------------------------------- | -------------------- | ------------------------------------- |
| 1982 | SuriPop I              | Gi yu wawan                  | Erik Refos en Wim Bakker        | Century              | Powl Ameerali                         |
| 1983 | SuriPop II             | Net' alen                    | Winston Loe                     | Century              | Rein Carrot                           |
| 1984 | SuriPop III            | Gi yu                        | Henk Mac Donald                 | ?                    | Rudolf Heidanus                       |
| 1986 | SuriPop IV             | Pikin fowru                  | Roy Mac Donald                  | ?                    | Helianthe Redan                       |
| 1988 | SuriPop V              | Ef' a kan                    | Erik Refos en Siegfried Gerling | Juan Navia           | Powl Ameerali                         |
| 1990 | SuriPop VI             | Wi na wan                    | Julius Vreden                   | Juan Navia           | Kenneth Arias                         |
| 1992 | SuriPop VII            | Den momenti sondro yu        | Ricky en Howard Cheng A June    | ?                    | Ruben del Prado                       |
| 1994 | SuriPop VIII           | Lobi singi                   | Martha Tjoe Ny                  | Marcel Balsemhof     | Astrid Belliot                        |
| 1996 | SuriPop IX             | Aku cinta padamu             | Siegfried Gerling               | ?                    | Clinton Kaersenhout en Haito Doest    |
| 1998 | SuriPop X              | Efu geme no ben de           | Guillaume Creebsburg            | ?                    | Patricia van Daal                     |
| 2000 | SuriPop XI             | Yu na mi son                 | Ruth Koenders                   | ?                    | Vernon Mercuur en Marjori Declercq    |
| 2002 | SuriPop XII            | Tide ete                     | Henk Mac Donald                 | ?                    | Rudolf Heidanus                       |
| 2004 | SuriPop XIII           | Ibri yuru                    | Hèlène Bonoo                    | Bud Gaddum           | Ngina Devis                           |
| 2006 | SuriPop XIV            | Na yu sey                    | Bernice Hubard                  | Marcel Balsemhof     | Meryll Malone                         |
| 2008 | SuriPop XV             | Ala ogri e tja wang bun      | Gail Eijk                       | Demis Wongsosoewirjo | Bryan Muntslag                        |
| 2010 | SuriPop XVI            | Wan krin portreti            | Ornyl Malone                    | Cherwin Muringen     | Cherwin Muringen                      |
| 2012 | SuriPop XVII           | Koloku                       | Sergio Emanuelson               | Ornyl Malone         | Lady Shaynah en Elvin Pool            |
| 2014 | SuriPop XVIII          | Lobi de ete                  | Cornelis Amafo                  | Robin van Geerke     | Dominique Ravenberg en Rodney Deekman |
| 2016 | SuriPop XIX            | Yu kori mi ati               | Xaviera Spong                   | Ernesto van Dal      | Benjamin Faya                         |
| 2018 | SuriPop Golden Edition | Taa fa                       | Byciel Watsaam                  | Ivan Ritfeld         | Eugene Main en Lycintha Watsaam       |
| 2022 | SuriPop XXI            | Dya mi de                    | Rudi & Eunice Fernand           | Ernesto van Dal      | Naomi Sastra                          |
| 2023 | Kerstsongeditie        | Na so m wani fu syi kresneti | Humphrey Koulen                 | Ernesto van Dal      | Tarnaz Amarello                       |
| 2024 | SuriPop XXII           | Mi lobi bon                  | Vestiane Dixon                  | Ivan Ritfeld         | Zipporra Windzak & Rumarlo Lont       |

### Winnende videoclips
Hieronder staan de winnende videoclips. Omdat het een componistenfestival is, wordt deze prijs uitgereikt aan de componist.
| Jaar | Editie                 | Titel              | Componist                                | Videoproducer        |
| ---- | ---------------------- | ------------------ | ---------------------------------------- | -------------------- |
| 2016 | SuriPop XIX            | Yu kori mi ati     | Ernesto van Dal                          | Valentino Zschuschen |
| 2018 | SuriPop Golden Edition | So kele kele       | Eros Banket                              | Tony Choy            |
| 2022 | SuriPop XXI            | Kenki yu yeye tide | Clint Fazal Alikhan & Ricky Cheng A June | STAS International   |
| 2023 | Kerstsongeditie        | ?                  | ?                                        | ?                    |
| 2024 | SuriPop XXII           | Mi lobi bon        | Vestiane Dixon                           | Ekaymedia            |